# Henry George
Henry George (2. rujna 1839. – 29. listopada 1897.) bio je američki politički ekonomist i novinar. Njegovo pisanje bilo je izuzetno popularno u 19. stoljeću u Americi. Inspirirao je ekonomsku filozofiju poznatu kao georgizam, vjerovanje da ljudi trebaju posjedovati vrijednost koju sami stvaraju, ali da ekonomska vrijednost zemlje (uključujući prirodne resurse) treba pripadati jednako svim članovima društva. George je tvrdio da bi jedinstveni porez na vrijednost zemlje stvorio produktivnije i pravednije društvo.
Njegovo najpoznatije djelo, "Napredak i siromaštvo" (1879.), prodalo se u milijunima primjeraka diljem svijeta. Knjiga istražuje paradoks sve veće nejednakosti i siromaštva usred ekonomskog i tehnološkog napretka.
George je bio novinar mnogo godina, a popularnost njegovog pisanja i govora odvela ga je u kandidaturu za gradonačelnika New Yorka 1886. godine. George je pretrpio fatalni moždani udar tijekom svog drugog pokušaja kampanje za gradonačelnika 1897. godine. Na njegovom pogrebu nazočilo je procijenjenih 100.000 ljudi.
Georgeove ideje i naslijeđe i dalje se raspravljaju i proučavaju i danas. Njegovo djelo je utjecalo na različite ličnosti poput Winstona Churchilla, Sun Yat-sena i Martina Luthera Kinga Jr.-a.